# Luis Miguel Rodríguez
Ne doit pas être confondu avec Luis Miguel Rodríguez, joueur de football argentin.
Luis Miguel Rodríguez (né le 3 mai 1973 à Holguín) est un joueur de baseball cubain. Lors des Jeux olympiques d'été de 2008 à Pékin, il remporte la médaille d'argent.

## Palmarès
- Médaille d'argent aux Jeux olympiques de Pékin en 2008